# ونوس هوله فلس
ونوس هوله فلس (Urgeschichtliches Museum Blaubeuren) (که با نام ونوس شلکلینگن نیز شناخته می‌شود؛ در آلمانی به‌صورت Venus vom Hohlen Fels, vom Hohle Fels; Venus von Schelklingen) یک پیکرک‌های ونوس متعلق به پارینه‌سنگی زبرین است که از عاج ماموت ساخته شده و در سال ۲۰۰۸ در هوله فلس، غاری در نزدیکی شلکلینگن، آلمان کشف شد. این منطقه بخشی از غارها و هنر عصر یخبندان در یورای شوابن، یکی از میراث جهانی یونسکو است. این پیکره بین ۴۲٬۰۰۰ تا ۴۰٬۰۰۰ سال پیش قدمت دارد و به دوران اولیه اوریگنیشن، در آغازین دوره پارینه‌سنگی زبرین تعلق دارد که با نخستین حضور انسان کرومانیون در اروپای دوران پارینه‌سنگی مرتبط است.
این پیکره قدیمی‌ترین نمونهٔ بی‌چون‌وچرای به تصویر کشیدن یک انسان است. از نظر هنر تجسمی، تنها مرد شیری که دارای ویژگی‌های زومورفیک (جانورریخت) است، احتمالاً قدیمی‌تر از آن باشد. ونوس هوهل فلس در موزه پیشاتاریخ بلاوبویرن (Urgeschichtliches Museum Blaubeuren) نگهداری می‌شود.

## زمینه
منطقه آلپ شوابن در آلمان دارای غارهای متعددی است که آثار عاجی بسیاری مربوط به دوران پارینه‌سنگی زبرین را در خود جای داده‌اند. تاکنون حدود ۲۵ شیء در این منطقه کشف شده‌اند که از جمله می‌توان به پیکره مرد شیری در هولنشتاین-استادل، با قدمتی حدود ۴۰٬۰۰۰ سال و یک ساز عاجی کشف‌شده در گایسنکلوسترل با قدمت ۴۲٬۰۰۰ سال اشاره کرد. این منطقه کوهستانی در بادن-وورتمبرگ واقع شده و از جنوب شرقی به دانوب، از شمال غربی به نکار (رود) و از جنوب غربی به جنگل سیاه منتهی می‌شود.
تمرکز شواهد مربوط به مدرنیته رفتاری کامل، شامل هنر تجسمی و موسیقی، در میان انسان‌های ساکن این منطقه در ۳۰٬۰۰۰ تا ۴۰٬۰۰۰ سال پیش، در سطح جهانی بی‌نظیر است. کاشف این آثار، باستان‌شناس نیکلاس کونارد، گمان می‌برد که حاملان فرهنگ اوریگنیشن در آلپ شوابن، نه‌تنها مبدع هنر تجسمی و موسیقی، بلکه شاید نخستین مذهب پارینه‌سنگی نیز بوده‌اند. در فاصله ۷۰ سانتی‌متری از پیکره ونوس، تیم کونارد یک فلوت ساخته‌شده از استخوان کرکس را نیز یافت. سایر اشیای کشف‌شده از همان لایه غار شامل قطعات ابزارسازی سنگی، استخوان‌های کارشده و عاج حکاکی‌شده و همچنین بقایای تارپان، گوزن شمالی، خرس غارنشین، ماموت پشمالو و بز کوهی آلپ بودند.

## کشف
کشف ونوس هوهله فلس توسط تیم باستان‌شناسی به سرپرستی نیکلاس جی. کونارد از دپارتمان پیشاتاریخ و بوم‌شناسی کواترنر در دانشگاه توبینگن، تاریخ کهن‌ترین هنر فیگوراتیو شناخته‌شده انسانی را چندین هزاره به عقب برد،  و نشان داد که آثار هنری در سراسر دوره اوریگنیشن تولید می‌شده‌اند.
این پیکره شگفت‌انگیز کهنی در سپتامبر ۲۰۰۸ در غاری به نام هوله فلس (آلمانی شوابی برای «سنگ توخالی») در نزدیکی شلکلینگن، در حدود ۱۵ کیلومتر (۹ مایل) غرب اولم (شهر), بادن-وورتمبرگ، در جنوب غربی آلمان، توسط تیمی از دانشگاه توبینگن به سرپرستی نیکلاس کونارد، استاد باستان‌شناسی کشف شد و یافته آن‌ها در نیچر گزارش شد. پیکره در تالار غار، در حدود ۲۰ متر (۶۶ فوت) از ورودی و ۳ متر (۱۰ فوت) زیر سطح کنونی زمین یافت شد. در نزدیکی آن، یک فلوت پارینه‌سنگی متعلق به حدود ۴۲٬۰۰۰ سال پیش نیز کشف شد که قدیمی‌ترین موسیقی پیشاتاریخ تأییدشده است.
در سال ۲۰۱۵، این تیم دو قطعه دیگر از عاج ماموت تراشیده‌شده را معرفی کرد که به عنوان بخش‌هایی از یک پیکره زنانه دوم شناسایی شده‌اند.

## توصیف
این پیکره از ماموت پشمالو تراشیده شده و به چندین قطعه شکسته که شش مورد از آن‌ها بازیابی شده است، در حالی که بازو و شانه چپ آن همچنان مفقودند. به جای سر، پیکره دارای برآمدگی سوراخ‌داری است که احتمالاً برای آویختن به عنوان آویز استفاده می‌شده است.

## تفسیر
کاشف این پیکره، مردم‌شناس نیکلاس کونارد، اظهار داشت: «این [پیکره] دربارهٔ جنسیت و تولیدمثل است… [و] تصویری فوق‌العاده قوی از ذات زنانگی ارائه می‌دهد». مردم‌شناس پل ملارس از دانشگاه کمبریج پیشنهاد کرده است که—بر اساس معیارهای امروزی—این پیکره «می‌تواند در مرز پورنوگرافی قرار گیرد».
مردم‌شناسان دانشگاه ویکتوریا ولینگتون پیشنهاد کرده‌اند که چنین پیکره‌هایی نمایش زیبایی نبوده، بلکه نمادی از «امید به بقا و طول عمر، در میان جوامعی که از تغذیه مناسب برخوردار بوده و از نظر تولیدمثل موفق بوده‌اند» بوده است، که بازتاب‌دهندهٔ تفسیر متعارف این نوع پیکره‌ها به‌عنوان نمایشگر یک ایزدبانوی باروری است.

## یادداشت
1. ↑  الگوهای شطرنجی یا خطوط متقاطع یافته‌شده در غار بلومبوس در آفریقای جنوبی که به ۷۵٬۰۰۰ سال پیش بازمی‌گردند، ممکن است «هنر انتزاعی» محسوب شوند یا نشوند.
2. ↑  حداقل ۵٬۰۰۰ سال اگر تاریخ ۳۵٬۰۰۰ سال پیش پذیرفته شود و تا ۱۰٬۰۰۰ سال اگر تاریخ ۴۰٬۰۰۰ سال پیش در نظر گرفته شود.